# Bertha Rabausch
Bertha Rosina Rabausch (* 19. Oktober 1874 in Ulm; † 23. August 1940 in Grafeneck) ist ein deutsches Opfer der nationalsozialistischen Rassenhygiene. Sie wurde im Zuge der Euthanasie-Morde der Aktion T4 in der Tötungsanstalt Grafeneck ermordet.

## Leben
Bertha Rabausch war die jüngere Tochter des Werkmeisters Johannes Rabausch und seiner Ehefrau Marie geb. Sautter. Sie wuchs in Ulm auf und erlernte den Beruf einer Modistin. Sie blieb zeitlebens ledig.
Nachdem ihre ältere Schwester Johanna einen wohlhabenden Privatier geheiratet hatte, lebte sie zusammen mit ihrer Mutter im Haushalt der Schwester in der Ulmer Altstadt.
Im Alter von 54 Jahren wurde Bertha Rabausch im Jahr 1929 in die Landesfürsorgeanstalt „Oberer Riedhof“, ein weit außerhalb der Stadt Ulm gelegenes Wohnheim für geistig und körperlich behinderte Menschen, eingewiesen. Die Gründe hierfür lagen vermutlich darin, dass sie nicht mehr arbeiten und nicht mehr selbst für sich sorgen konnte. In ihrer Akte wurde bei der Aufnahme in das Wohnheim notiert, sie habe eine „psychische Erkrankung“. Von 1929 bis 1940 lebte Bertha Rabausch insgesamt etwa elf Jahre im Oberen Riedhof.
Am 23. August 1940 wurde Bertha Rabausch im Rahmen der „Aktion T4“ mit 39 weiteren Bewohnern des Oberen Riedhofs abgeholt und mit einem grauen Bus der GeKraT in die Vernichtungsanstalt Grafeneck bei Gomadingen im baden-württembergischen Landkreis Reutlingen gebracht. Dort wurde sie noch am selben Tag in der Gaskammer ermordet.

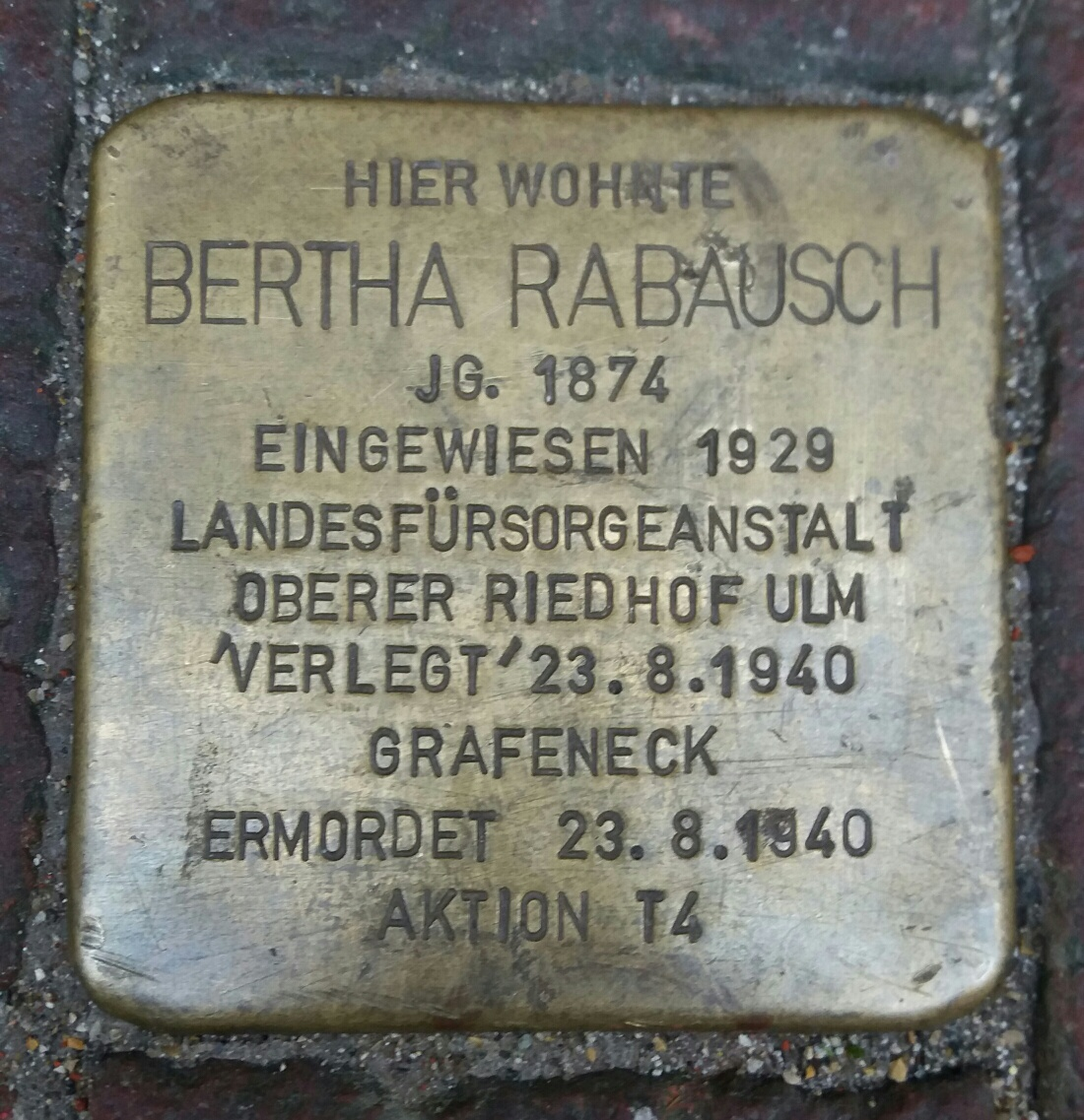
Stolperstein für Bertha Rabausch

## Gedenken
Am 14. September 2015 hat der Künstler Gunter Demnig zum Gedenken an Bertha Rabausch an ihrem früheren Wohnort in der Küfergasse 1 in Ulm einen Stolperstein verlegt. Dies wurde durch das Engagement der bürgerschaftlichen Initiative „Stolpersteine für Ulm“ ermöglicht, die im Vorfeld die Biografie des NS-Opfers recherchiert hatte.
Der Name von Bertha Rabausch ist auch im 2015 neu aufgelegten Totenbuch der Stadt Ulm sowie im Gedenk- und Namenbuch bei der Gedenkstätte Grafeneck verzeichnet.
Ihr Andenken und das der anderen Opfer der Krankenmorde in Grafeneck wird außerdem durch Film- und Videoberichte über die Leidensgeschichten in der Tötungsanstalt sowie über die Verlegung der Stolpersteine gewahrt.